# 蛍光共鳴エネルギー移動
蛍光共鳴エネルギー移動（けいこうきょうめいエネルギーいどう、英: Fluorescence resonance energy transfer：略称: FRET、またはフェルスター共鳴エネルギー移動、共鳴エネルギー移動、英:resonance energy transfer: 略称: RET）とは、近接した2個の色素分子（または発色団）の間での双極子-双極子相互作用により、励起エネルギーが移動する現象。即ち、一方の分子（供与体、ドナー）の励起状態から基底状態への遷移双極子と他方の分子（受容体、アクセプタ）の基底状態から励起状態への遷移双極子との共鳴により励起エネルギーが移動し、更に受容体が蛍光分子の場合には受容体から蛍光が放射される。ドイツの科学者テオドール・フェルスターにより定式化された
 。
このエネルギー移動効率（FRET効率）は両分子間の距離の6乗の関数となり、距離が短いほど起こりやすくなる。またアクセプタのモル吸光係数に依存する事から励起が許容遷移である必要があり、この点でモル吸光係数に無関係なデクスター機構（電子交換に伴う）と異なる。但しフェルスター機構とデクスター機構はどちらも、ドナーの発光スペクトルとアクセプタの吸収スペクトルの重なりの大きさが大きいほど起こりやすく、よってドナーの方がアクセプタより高い励起準位を持つ。
FRETの評価手段として、ドナーのみに吸収される波長の光でドナーを励起し、アクセプタからの蛍光強度の変化を観測する方法があり、これ以外にも、ドナーの蛍光強度や蛍光寿命の変化を測定したりする方法もある。
逆に、両分子間の距離をFRET効率から評価することもできる。しかしFRET効率は、両分子の発光団の遷移双極子の配向にも影響されるため、蛍光タンパク質のように蛍光寿命時間オーダーで等方的な蛍光の放射が起こらない場合には、正確な距離の計算が困難な場合もある。

## 理論
FRET効率 ({\displaystyle E}) とは、エネルギー移動遷移の量子収率、すなわちドナー励起数あたりのエネルギー移動数の割合である。
つまり速度論的に表すと、
{\displaystyle E={\frac {k_{ET}}{k_{f}+k_{ET}+\sum {k_{i}}}}}
ここで、{\displaystyle k_{ET}\ }はエネルギー移動速度、{\displaystyle k_{f}\ }は輻射減衰速度、{\displaystyle k_{i}\ }は他の脱励起経路の速度定数である。
FRET効率{\displaystyle E\ }がドナーとアクセプターの距離{\displaystyle r\ }の6乗に反比例する事から、エネルギー移動効率{\displaystyle E\ }が50%となるドナー・アクセプタ間距離を「フェルスター距離」{\displaystyle R_{0}\ }とおくと次式で書き直され、{\displaystyle R_{0}\ }はドナーの発光スペクトルとアクセプターの吸収スペクトルの重なり{\displaystyle J\ }の関数として表す事ができる。
{\displaystyle E={\frac {1}{1+(r/R_{0})^{6}}}\!}
{\displaystyle {R_{0}}^{6}={\frac {9\,Q_{0}\,(\ln 10)\kappa ^{2}\,J}{128\,\pi ^{5}\,n^{4}\,N_{A}}}}
{\displaystyle J=\int f_{\rm {D}}(\lambda )\,\epsilon _{\rm {A}}(\lambda )\,\lambda ^{4}\,d\lambda }
ここで{\displaystyle R_{0}\ }はフェルスター距離、{\displaystyle Q_{0}\ }はアクセプターが無い場合の発光量子収率、κ2は双極子配向因子、{\displaystyle n\ }は媒体の屈折率、{\displaystyle N_{A}\ }はアボガドロ数、{\displaystyle f_{\rm {D}}\ }は規格化されたドナーの発光スペクトル、 {\displaystyle \epsilon _{\rm {A}}\ } はアクセプターのモル吸光係数である。
{\displaystyle {R_{0}}^{6}}がアクセプタのモル吸光係数に依存する事から、燐光分子へのエネルギー移動ではデクスター機構の方が主要となる。フェルスター機構では距離の6乗に反比例する事から一般に1～10nm程度まで働く一方、デクスター機構で距離の指数関数に依存する事から一般に1～2nmまでしか働かないため、フェルスター機構は濃度が低いと役割がより大きくなる。
双極子配向因子κ2は0～4の値をとり、次式で表される。
{\displaystyle \kappa ={\hat {\mu }}_{\text{A}}\cdot {\hat {\mu }}_{\text{D}}-3({\hat {\mu }}_{\text{D}}\cdot {\hat {R}})({\hat {\mu }}_{\text{A}}\cdot {\hat {R}}),}
ここで{\displaystyle {\mu }_{\rm {D}}}, {\displaystyle {\mu }_{\rm {A}}}は各発光団の正規化された遷移双極子モーメント、{\displaystyle {\hat {R}}}は正規化された相互双極子モーメントである。
ランダム配向の場合はκ2 = 2/3となる。分子の回転は配向性を十分平均化する事、{\displaystyle {R_{0}}^{6}}がκ2の関数である事から多くの場合はランダム配向と仮定しても大きな誤差となる事は少なく、またランダム配向から大きくずれる場合でも相対距離の評価には十分有効である。一方でGFPを導入した蛍光タンパク質のように再配向が蛍光寿命より時間スケールが長い場合などでは、タンパク質の構造の違いに伴う配向因子の差がFRET効率の差となって観測されることもある。

## 応用

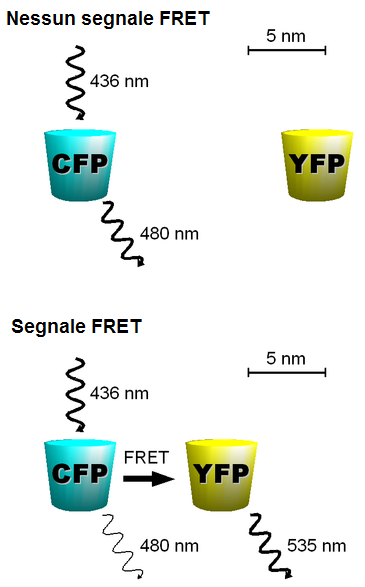
CFPとYFPの相互作用により、CFPに吸収されたエネルギーがYFPに移動し、蛍光として放射される。

化学的には、両分子が共有結合によって1分子になったり、超分子複合体を形成したりすることでFRETが観測される。これを利用したものに、ホスゲン感知試薬などがある。
また特に分子生物学・生物物理学で、蛋白質間相互作用の検出に応用される。例えば、注目する2種類の蛋白質にそれぞれ異なる蛍光蛋白質（GFPを改良したCFP、YFP等）でタグを付けておくと、それらが相互作用する（結合する）ことによりFRETが観測される。（相互作用による分子配置の変化が色の変化として現れる。）またリアルタイムPCRにも応用される。
このような生物学的応用では、褪色や他の蛍光物質の妨害（自家蛍光）によりFRETが観測しにくい場合もある。これを回避する方法として、蛍光（フォトルミネセンス）でなく化学発光に同じ原理を応用した、生物発光共鳴エネルギー移動（Bioluminescence resonance energy transfer：BRET）もある。